# Urgehal
Urgehal ist eine norwegische Black-Metal-Band.

## Geschichte
Die Band wurde 1992 in Hønefoss gegründet. Bis zur Veröffentlichung des Debütalbums Arma Christi – es erschien u. a. bei No Colours Records – dauerte es fünf Jahre. Bis 2009 erschienen fünf weitere Studioalben, dann starb Bandgründer Trondr Nefas 2012. Auf dem finalen Studioalbum Aeons in Sodom 2016 veröffentlichten die überlebenden Bandmitglieder die letzten Gitarrenspuren von Nefas, während der Gesang von Sängern anderer Bands übernommen wurde, darunter prominente Szenevertreter wie Nattefrost, Nocturno Culto und Niklas Kvarforth.
Die Band trat u. a. beim Summer Breeze (2009), dem Hellfest und dem Metalfest (beide 2010) sowie dem Inferno Metal Festival Norway (2011) auf.
2016 löste sich die Band auf. Im Jahr 2022 hat sich die Band zu Ehren ehemaliger Mitglieder neu formiert.

## Stil
Auf dem Debütalbum spielte die Band rohen und chaotischen Black Metal in der norwegischen Prägung von Darkthrone und Mayhem. Grundsätzlich ist die Band dieser Spielart des Black Metal auch über die Folgealben treu geblieben.

## Diskografie
Alben
- 1995: Rise of the Monument (Demoalbum; Selbstverlag, Agonia Records, Folter Records)
- 1997: Arma Christi (No Colours Records, Darkness Shall Rise Productions)
- 1998: Massive Terrestrial Strike (No Colours Records, Darkness Shall Rise Productions)
- 2001: Atomkinder (Flesh for Beast, Witchhammer Production, Agonia Records)
- 2003: Through Thick Fog Till Death (Agonia Records, Flesh For Beast, Southern Lord, InCoffin Productions)
- 2006: Goatcraft Torment (Agonia Records)
- 2007: The Eternal Eclipse – 15 Years of Satanic Black Metal (Kompilationsalbum; Agonia Records)
- 2009: Ikonoklast (Season of Mist Underground Activists, Mutilation Productions, Funeral Industries, Osmose Productions)
- 2016: Aeons in Sodom (Season of Mist Underground Activists, Impure Wedding Productions, Osmose Productions)